# 𝼒
Cette page contient des caractères spéciaux ou non latins. S’ils s’affichent mal (▯, ?, etc.), consultez la page d’aide Unicode.
Le dej hameçon palatal ou dej crochet palatal, (minuscule : 𝼒) est une lettre additionnelle de l’écriture latine qui a été utilisée dans l’alphabet phonétique international. Il est composé de dej ‹ ʤ › et d’un crochet palatal.

## Utilisation
Dans l’alphabet phonétique international, [𝼒] a représenté une consonne affriquée palato-alvéolaire voisée palatalisée. Le symbole dej est adopté en 1921 et le crochet palatal en 1928, et leur combinaison est remplacée en 1989 par la séquence des symboles des consonnes [d] et [ʒ] suivi d’un j en exposant : ‹ dʒʲ ›, pouvant être liés par un tirant dans les cas ambigus : ‹ d͡ʒʲ › ou ‹ d͜ʒʲ ›.
Il est utilisé dans quelques ouvrages sur le lituanien.

## Représentations informatiques
Le dej hameçon palatal peut être représentée avec les caractères Unicode (Latin étendu - G, Diacritiques) suivants :
| formes    | représentations | chaînes de caractères | points de code | descriptions                                         |
| --------- | --------------- | --------------------- | -------------- | ---------------------------------------------------- |
| minuscule | 𝼒               | 𝼒                     | U+1DF12        | lettre minuscule latine digramme dej hameçon palatal |